# Střítež u Božejova
Střítež (deutsch Stritesch) ist eine Gemeinde in Tschechien. Sie liegt elf Kilometer südwestlich von Pelhřimov und gehört zum Okres Pelhřimov.

## Geographie
Střítež befindet sich im Süden der Böhmisch-Mährischen Höhe. Südöstlich des Dorfes entspringt der Bach Střítežský potok. Im Südwesten erhebt sich die Kopaniny (662 m) sowie im Westen der Buček (Krumwald, 699 m). Östlich führt an Střítež die  Staatsstraße 34 / E 551 zwischen Pelhřimov und Jindřichův Hradec vorbei.
Nachbarorte sind Bor im Norden, Ústrašín und Libkova Voda im Nordosten, Božejov im Osten, Nová Ves im Südosten, Pelec im Süden, Pravíkov, Babinka und Babín im Südwesten, Knížata und Krumvald im Westen sowie Markvarec im Nordwesten.

## Geschichte
Die erste schriftliche Erwähnung des zur bischöflichen Herrschaft Řečice gehörigen Dorfes Střítež erfolgte im Jahre 1379. Grünwald wurde 1393 von österreichischen Siedlern angelegt. Nach der Eroberung von Řečice durch die Hussiten im Jahre 1422 wurde Střítež an die Gutsherrschaft Božejov angeschlossen. Der erste schriftliche Nachweis über Bor stammt aus dem Jahre 1549. In der berní rula von 1654 sind für Střítež 15 Anwesen ausgewiesen, darunter waren neun Bauern, fünf Chalupner und ein Kötter. Besitzer des Dorfes war zu dieser Zeit Jan Christoph Leskovský von Leskovec. Er verstarb 1680 im Kloster Želiv. Da aus seinen sechs Ehen zwei Töchter, jedoch kein Sohn hervorgegangen waren, starb mit ihm das Geschlecht aus und das Gut Božejov mit allem Zubehör fiel den Woracziczky von Pabienitz zu.
Nach der Aufhebung der Patrimonialherrschaften bildete Stříteř u Boru eine Gemeinde in der Bezirkshauptmannschaft Pelhřimov. 1899 wurde die örtliche Schule erbaut. 1923 wurde der Gemeindename in Střítež u Božejova geändert. Bor und Krumvald kamen 1962 als Ortsteile zu Střítež u Božejova. 1976 wurde Střítež nach Božejov eingemeindet. Seit 1990 bildet Střítež wieder eine eigene Gemeinde.

## Gemeindegliederung
Die Gemeinde Střítež besteht aus den Ortsteilen Bor, Krumvald (Grünwald) und Střítež (Stritesch), die zugleich auch Katastralbezirke bilden.

## Sehenswürdigkeiten
- Kirche in Střítež
- Kapelle in Bor